# Domácí pacient
Domácí pacient je jedna z 56 krátkých detektivních povídek o Sherlocku Holmesovi, kterou napsal Sir Arthur Conan Doyle. Poprvé byla vydána v srpnu roku 1893 v časopisu The Strand Magazine pod názvem The Adventure of the Resident Patient. Je osmou z jedenácti povídek vydaných knižně v souboru Vzpomínky na Sherlocka Holmese (anglicky The Memoirs of Sherlock Holmes).
V některých vydáních se úvodní část kde Holmes „čte myšlenky“ značně shoduje s úvodem povídky Lepenková krabice. K přesunutí textu došlo poté, co bylo pozastaveno vydávání Lepenkové krabice kvůli jejímu kontroverznímu obsahu.
Sám Doyle příběh zařadil mezi svých 19 nejoblíběnějších holmesovských povídek, udělil mu 18. místo.

## Děj
Kvůli nepříjemnému počasí zůstávají Holmes s Watsonem téměř celý den doma. Holmes předvede Watsonovi, že je možné z výrazů obličeje sledovat tok jeho myšlenek.
Když se k večeru vrátí z procházky, nachází ve svém bytě doktora Trevelyana, specialistu na nervové choroby.
Trevelyan měl před sebou slibnou kariéru, trpěl však nedostatekem peněz, proto přistoupil na nabídku, kterou mu jednoho dne učinil pan Blessington. Nabídl mu dům, kde může bydlet a provozovat svoji praxi, pod podmínkou, že mu bude odvádět část zisku a Blessington se stane jeho domácím pacientem (vyžadoval totiž neustálý lékařský dohled).
Jednoho dne Trevelyana navštívil údajný ruský šlechtic trpící katalepsií, jeho syn zůstal v čekárně. Oba náhle odešli, druhý den ovšem přišli znova. Když se Blessington toho dne vrátil do svého pokoje, našel tam stopy a byl k smrti vyděšen, poslal proto Trevelyana pro Holmese.  
Holmes s Watsonem se vydají do Blessingtonova domu, Blessington však odmítá po pravdě vypovídat a Holmes tak odchází.
Druhý den je Blessington nalezen oběšen. Po prozkoumání stop Holmes usoudí, že byl zabit. Vrahy jsou údajný šlechtic a jeho syn, a ještě někdo třetí, do domu je pustil nově najatý sluha.
Pachatelé byli ve skutečnosti tři z pěti zločinců, kteří v roce 1875 vyloupili banku. Blessington byl jedním z nich, stal se ale udavačem. Jeden ze zločinců byl následkem toho oběšen a zbylí 3 posláni za mříže. Když byli propuštěni, rozhodli se Blessingtonovi pomstít.
Vrahové nebyli nikdy dopadeni a nejspíše se utopili při ztroskotání parníku.

## Adaptace
Děj byl zpracován ve stejnojmenné epizodě televizního seriálu Sherlock Holmes (1984–1994). Hlavní roli ztvárnil Jeremy Brett.
Pro rozhlas adaptovala povídku mimo jiné BBC v letech 1961 a 1992.